# Claudio Meneses
Claudio Andrés Meneses Cordero (Hualañé, Región del Maule, Chile, 5 de febrero de 1989) es un futbolista chileno que juega de defensa central en Curicó Unido de la Primera B de Chile.

## Clubes
| Club               | País    | Año       |
| ------------------ | ------- | --------- |
| Deportes La Serena | Chile   | 2008-2011 |
| O'Higgins          | Chile   | 2012-2013 |
| Audax Italiano     | Chile   | 2014-2015 |
| San Luis           | Chile   | 2015-2016 |
| Pahang FA          | Malasia | 2016-2017 |
| Deportes La Serena | Chile   | 2017      |
| Barnechea          | Chile   | 2018      |
| Unión La Calera    | Chile   | 2019      |
| Barnechea          | Chile   | 2020-2021 |
| San Luis           | Chile   | 2021-2022 |
| Santiago Wanderers | Chile   | 2023      |
| Curicó Unido       | Chile   | 2024-Act. |

## Palmarés

### Campeonatos nacionales
| Título           | Club      | País  | Año    |
| ---------------- | --------- | ----- | ------ |
| Primera División | O'Higgins | Chile | 2013-A |

### Distinciones individuales
| Distinción                   | Año  |
| ---------------------------- | ---- |
| Medalla Santa Cruz de Triana | 2014 |